# Naia Museum
Le Naia Museum (aussi nommé « Musée-Galerie des Arts de l'Imaginaire ») est un musée consacré à l'art fantastique et visionnaire, situé à Rochefort-en-Terre (Morbihan).

## Localisation
Il est situé dans le parc du château de Rochefort-en-Terre.

## Historique

### Création
En 2013, la commune de Rochefort-en-Terre fait l'acquisition du château de la ville. En 2015, le maire propose à deux artistes, Manu Van H, peintre-dessinatrice, et Patrice « Pit » Hubert, sculpteur sur métal de créer un musée.
Le Naia Museum ouvre ses portes en avril 2015. Son nom est l'acronyme de la New Academy of Imaginary Arts et fait également référence à Naïa la sorcière, personnage mystérieux qui vivait dans les ruines du château au début du XXe siècle,.
Le Naia Museum participe à de nombreux évènements hors-les-murs chaque année et expose les pièces de sa collection dans le monde entier.
En 2022, les gestionnaires que le musée a vu passer « plus de 25 000 visiteurs ».

## Collections

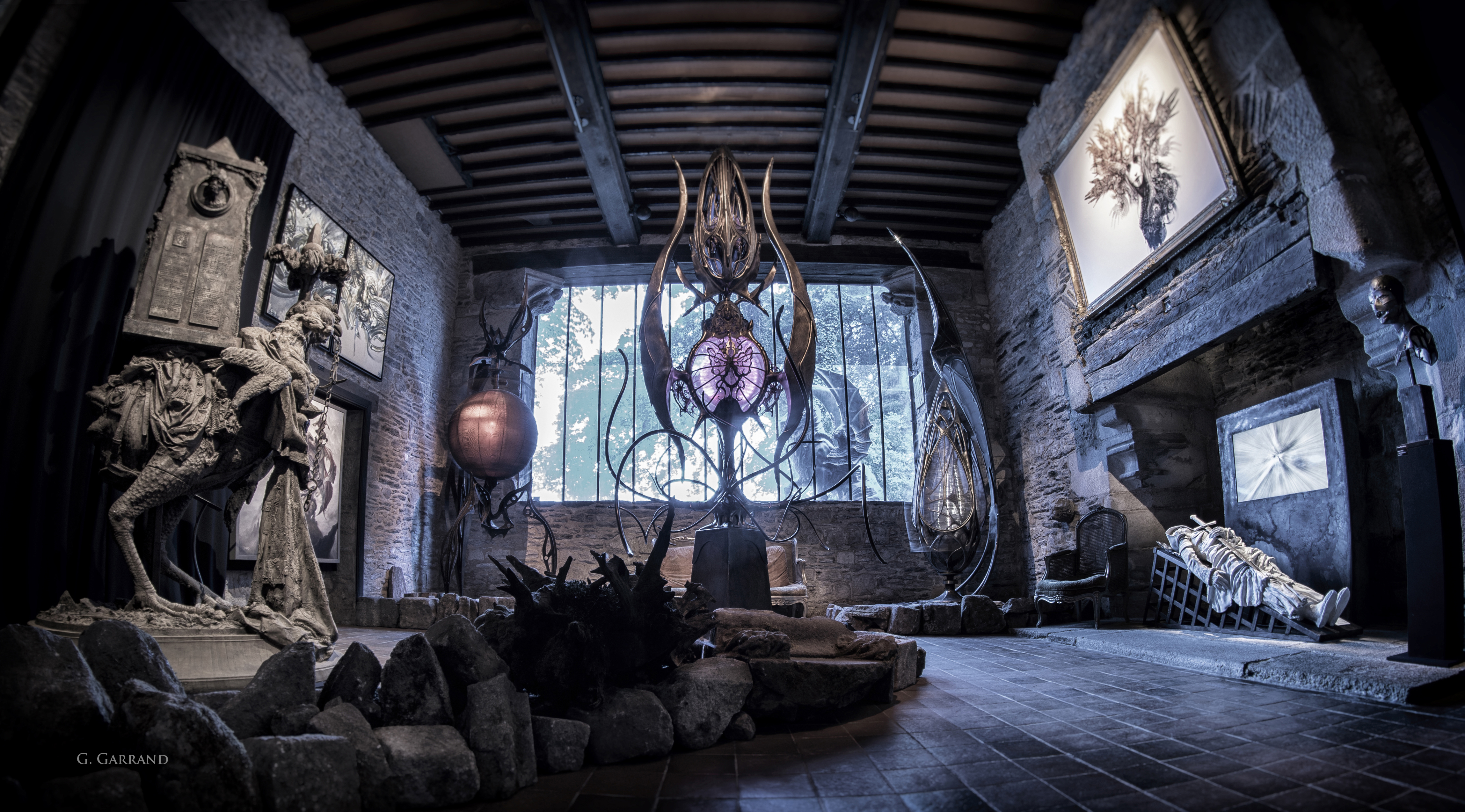
L'intérieur du musée.

Le musée évolue tous les ans, présente 83 artistes internationaux issus de courants undergrounds, et plus de 200 œuvres inspirées par le fantastique, la mythologie, l'intuition, la sensibilité, les légendes ou la science-fiction.